# مرموط الأسكا
مرموط الأسكا (الاسم العلمي:Marmota broweri) (بالإنجليزية: Alaska marmot)‏ هو نوع من الحيوانات يتبع جنس المرموط من فصيلة سنجابية.